# Arden Station
Arden Station (tidligere Store-Arden Station) er en dansk jernbanestation i stationsbyen Arden i Himmerland.
Stationen ligger på jernbanestrækningen Randers–Aalborg mellem Hobro Station og Skørping Station. Arden Station åbnede i 1869 og overlevede en række stationslukninger i 1970'erne.
Den tidligere stationsbygning er i dag en privatejet boligforening, hvor der i underetagen drives erhverv.